# Ɛ̰̀
Cette page contient des caractères spéciaux ou non latins. S’ils s’affichent mal (▯, ?, etc.), consultez la page d’aide Unicode.
Ɛ̰̀ (minuscule : ɛ̰̀), appelé epsilon tilde souscrit accent grave, est un graphème utilisé dans l’écriture du nateni.
Il s’agit de la lettre epsilon diacritée d’un tilde souscrit et d’un accent grave.

## Représentations informatiques
L’epsilon tilde souscrit accent grave peut être représenté avec les caractères Unicode suivants :
- décomposé (latin étendu B, Alphabet phonétique international, diacritiques)[1],[2],[3] :

| formes    | représentations | chaînes de caractères | points de code       | descriptions                                                                         |
| --------- | --------------- | --------------------- | -------------------- | ------------------------------------------------------------------------------------ |
| capitale  | Ɛ̰̀               | Ɛ◌̰◌̀                   | U+0190 U+0330 U+0300 | lettre majuscule latine e ouvert diacritique tilde souscrit diacritique accent grave |
| minuscule | ɛ̰̀               | ɛ◌̰◌̀                   | U+025B U+0330 U+0300 | lettre minuscule latine epsilon diacritique tilde souscrit diacritique accent grave  |